# JAK Medlemsbank
JAK Medlemsbank är en svensk bank utan vinstutdelning. Banken är medlemsägd och har utvecklat de banktjänster medlemmarna önskar i sin vardag. Medlemmarna sparar och lånar av varandra. Utlåningsräntan ska täcka de kostnader banken har i sin verksamhet inklusive den för risk. Namnet kommer från den nationalekonomins produktionsfaktorer jord, arbete och kapital.

## Funktion
Räntan på JAK-lånen motsvarar bankens faktiska kostnader och är inte kopplade till den statliga styrräntan reporäntan. Det betyder att JAK-lånen inte påverkas av konjunkturens svängningar. När reporäntan är låg kan det löna sig bättre att låna i en vanlig bank men när reporäntan stiger påverkas inte JAK Medlemsbank.
Konsumentverket stämde 2017 JAK Medlemsbank för vilseledande av kunder. Banken förlorade i domstol och fick inte längre kalla sina lån räntefria.

## Medlemsinsatser
JAK är en ekonomisk förening, och i alla ekonomiska föreningar ska det finnas medlemsinsatser. Utöver obligatoriska medlemsinsatser kan föreningar även tillåta frivilliga insatser, så kallade överinsatser. Medlemsinsatserna kan beskrivas som medlemmarnas kapitaltillskott till föreningen. Genom att betala medlemsinsats blir medlemmen andelsägare i föreningen. Föreningen har tre typer av medlemsinsatser: obligatorisk insats som erläggs av samtliga medlemmar, överinsats och förlagsinsats. Tidigare har banken haft insatstyperna låneinsats och frivillig insats, men 2022 implementerades en ny kapitaliseringsmodell där låneinsats och frivillig insats ersattes av frivilliga överinsatser. Medlemsinsatser ska inte sammanblandas med medlemmarnas inlåning i banken. Kundernas/medlemmarnas kontomedel dvs pengar på bankkonton i JAK Medlemsbank omfattas av den statliga insättningsgarantin.
Banken har under några år inte haft utrymme eller tillstånd från Finansinspektionen för återbetalning av medlemsinsatser.  Den fördröjda återbetalningen har lett till att en kö har bildats. Under 2023 fick banken godkänt från Finansinspektionen om att överlåta insatser och kunde därmed återuppta återbetalning till väntande medlemmar. År 2024 granskade Dagens Nyheter banken på temat fördröjd återbetalning av låneinsatser. Vissa medlemmar hade då väntat på att få ut aktuellt låneinsatskapital i över 7 år.

## Historik
- 1965 startade Jord Arbete Kapital – riksförening för ekonomisk frigörelse efter en dansk förlaga startad 1931. Namnet blev snart JAK Riksförening. Ändamålet var att "sprida information om räntans skadeverkningar på samhället och att främja ekonomiskt samarbete för genomförandet av räntefri finansiering".
- 1969 gav föreningen sitt första lån.
- 1990 ökade antalet medlemmar kraftigt, speciellt efter att riksbanken tillfälligt hade höjt styrräntan till 500 procent. Medlemstalet var som högst drygt 40 000.
- 1993 bildades JAK Ekonomisk förening, vilken tog över verksamheten.
- 1997 krävde nya lagar att JAK måste bli bank för att fortsätta verksamheten. JAK Medlemsbank startade och tog över verksamheten den 30 april 1998 efter att regeringen hade givit JAK en bankoktroj, vilket innebär att insättningar har statlig insättningsgaranti.
- 2003 var medlemstalet stabilt runt 23 000. Omslutningen (inlåning plus utlåning) uppgick till omkring en miljard kronor.
- Under 2005 passerade medlemstalet 30 000, under 2006 passerade det 33 000 och 2008 var medlemstalet 36 500 passerat.
- 2016 var medlemsantalet strax över 38 000 [3]
- 2017 förbjöds JAK av Patent- och marknadsdomstolen att använda begreppet "räntefri" och liknande uttryck i all sin marknadsföring när lånen inte är räntefria.[4]
- 2019 hade banken 30 093 medlemmar
- 2020 hade banken 26 104 medlemmar
- 2021 hade banken 23 874 medlemmar
- 2023 började banken sälja sina lokaler i Skövde.[5] Detta var i linje med bankens besked om detta under 2022.[6]